# Cultura Meio-Dia
O Cultura Meio-Dia foi um telejornal produzido pela TV Cultura que trazia as principais noticias da manhã e do início da tarde.
O telejornal foi ancorado, entre outros, por Laila Dawa, Maju Coutinho e Rodrigo Rodrigues, posteriormente por Michele Dufour e recentemente por Márcia Dutra. Contava com a participação de comentaristas especializados e trazia ainda notícias do esporte com Vladir Lemos.
Era exibido de segunda a sexta, às 12h, na grade jornalística da emissora. No dia 1 de outubro de 2007, foi exibido o último programa. Desde do dia 4 de outubro, no seu lugar, são exibidos programas infanto-juvenis e o Boletim Cultura. Em 2013, a TV Cultura estreou seu novo telejornal vespertino, o Jornal da Cultura 1ª Edição. É o sucessor do Cultura Meio-Dia, seguindo o mesmo formato do seu antecessor.